# Спомен-гробље на Крушику
Партизанско спомен-гробље на Крушику у Ваљеву, у Србији је спомен-гробље у северозападном делу града, на брду Крушик, на ком је сахрањено 313 бораца и учесника Народноослободилачког покрета који су рођени или војно деловали и пали на подручју ваљевског краја за време Другог светског рата.
Највећи део упокојених, њих 261, били су учесници НОБ које су овде, након заробљавања и предаје од стране равногорских четника, стрељали Немци 27. новембра 1941. године. Њима су касније придодани и други пали на подручју ваљевске општине у каснијем току рата, до ослобођења града 1944. године.
Иако је још за време и одмах после рата ово велико стратиште почело да прераста у уређено гробље, прво организовано претварање у спомен-парк је остварено на петнаесту годишњицу стрељања 1956. године. Данашњи облик гробље је добило великом реконструкцијом 1964. године. Претходно посети председника СФРЈ Јосипа Броза Тита Ваљеву 1967. године у средишњи део гробља је уграђено ватриште са вечним пламеном које је Тито свечано упалио током своје посете гробљу.
За време социјалистичке Југославије ово гробље је заузимало веома важно симболичко место на политичкој мапи града. Овде су се за све велике државне и локалне празнике скупљали политички функционери држећи говоре, пионири полагали заклетве, припадници ЈНА полагали свечану обавезу.
На гробљу на Крушику се сваког 27. новембра свечано комеморира стрељаним родољубима. Спомен-гробље на Крушику је споменик културе.

## Историјат
|  | Овај чланак је део чланка о Споменицима посвећеним Народноослободилачкој борби 1941—1945. |

### Стрељање партизана на Крушику и зачеци гробља
Спомен-гробље се налази у северозападном делу Ваљева, на брду Куршик. Управо на истом месту где су Немци 27. новембра 1941. године стрељали 261 заробљеног припадника и сарадника народноослободилачког покрета.
Стрељане су првобитно заробили равногорски четници током партизанско-четничког сукоба који је почео да се распламсава у западној Србији. Предају заробљених партизана Немцима извршио је Јован Шкавовић, који је већ тада био под командом војводе Косте Пећанца, а без знања пуковника Драгољуба Михаиловића. Након предаје заробљени су пребачени у Ваљево, где су премлаћивани, шиканирани и послати на принудан рад за изградњу немачког аеродрома непосредно пред Ваљевом. Од ове групе заробљеника Немци су поменутог 27. новембра на брду Крушик, у кругу касарни Петог пешадијског пука „Краљ Милан“ које су ту тада постојале, стрељали 261 борца.
Још за време окупације родбина и пријатељи су обележили место погибије најједноставнијим начинима. По ослобођењу земље појединци су почели да постављају надгробне крстове, дрвене пирамиде и друга обележја, да би годину дана касније цело подручје било ограђено, а над гробницама упокојених постављене месингане плоче са дрвеним подлогама на којима су била исписана имена и презимена стрељаних према немачким списковима који су у међувремену пронађени. У намери да се трајније обележи стратиште, сачува спомен на злочин, али и потцрта политичка функција споменика у послератном друштву — као „изворишта револуције“, приступило се (спомен-)парковском пројектовању и уређивању овог простора.
Општа друштвена ситуација и политички тренутак у ком се нашла Југославија су пресудно утицале на одлуку о подизању костурнице. Наиме, резолуцијом Информбироа и уследелом сукобу са Совјетима 1948. године, совјетска страна је покренула пропагандну кампању којом је покушала да дискредитује ново југословенско руководство, између осталог и тако што је умањивала удео снага НОВЈ у борби против фашизма. Како истиче историчарка уметности Виолета Обреновић, вероватно је управо резолуција ИБ утицала на одлуку Владе Народне Републике Србије да покрене подизање низа споменика посвећених НОБ широм Србије (Крагујевац, Чачак, Бела Црква, Јајинци и др.), међу њима и у Ваљеву.

### Изградња
Спомен-парк је отворен на петнаесту годишњицу масовног стрељања родољуба, у присуству већег броја радних људи и грађана, родбине стрељаних и представника радних и друштвено-политичких организација. Комплекс се састојао само из костурнице и нових постављених спомен-плоча са именима страдалника у измењеном облику, пошто су након накнадног утврђивања изостављена имена лица за које се у међувремену сазнало да нису стрељана на овом месту. Пројекат је урађен у атељеу београдског „Генералног плана“, аутора архитекте Вере Ђурић.
Слично већини костурница у Србији из периода Другог светског рата, и ова у Ваљеву је била скромно уређена и опремљена. Како је све више постајала важно симболичко место у политичком простору Ваљева тог времена и стециште организација и снага исте (НОБ) наративно-политичке провенијенције, тако се убрзо показала потреба за реконструкцијом и надоградњом. Аутор новог пројекта спомен-гробља је био Божидар Крковић, инжењер архитектуре из Ваљева, коме су били поверени и сви послови везани за извођење грађевинских и других радова. Радове су иначе бесплатно спровели радници из ваљевских грађевинских и комуналних предузећа, трошкови су се једино састојали из купљеног грађевинског материјала.
Овом реконструкцијом и надоградњом, која се догодила тек 1964. године, спомен-гробље је добило свој изглед који се суштински није мењао до данас. Урађено је у облику неправилног троугла и захвата површину од 2,5 хектара. Омеђено је живом оградом, а на улазу је било постављено место за полагање венаца, јарболи за заставе, као и плоча на којој је уписано: „Борцима револуције палим на тлу овог краја 1941—1944... Тек ће видици будућих дана моћи да омеђе смисао њихове смрти... 7. јула 1964. године“. Унутрашњост се састоји од травнате површине која је испресецана асфалтираним пешачким стазама и бројним спомен-плочама, те украсним биљкама.
У склопу реконструкције и надоградње су, поред већ постојаних спомен-костурница, на гробље пренети и сахрањени посмртни остаци партизанских бораца и помагача НОР палих током рата у атару општине Ваљево. Тако је број хумки након надоградње свеукупно износио 64, у којима је сахрањено и на плочама убележено 313 бораца НОР, укључив и истакнуте борце и народне хероје из ваљевског краја који су погинули на другим местима ван Ваљева и околине.
Овако преуређено и дограђено, спомен-гробље на Крушику је свечано отворено за Дан устанка народа Србије — 7. јула 1964. године. Церемонији отварања је присуствовало око 15 хиљада грађана Ваљева, те преживели борци народноослободилачког рата овог краја и њихова родбина. Свечани говор је одржао Војин Лукић, тадашњи савезни секретар за унутрашње послове.

#### Вечни пламен
Дефинитивни изглед спомен-гробље је задобило 18. маја 1967. године, на дан посете Председника Републике Јосипа Броза Тита Ваљеву, а у склопу тога и гробљу на Крушику. Промене изгледа су се састојале у преуређивању и дограђивању централног простора гробља, преношењу посмртних остатака још неких бораца и обрађивања још неколико нових хумки. Изнад сваке хумке су постављене спомен-плоче са основним биографским подацима упокојених бораца, премда је још увек остао приличан број „непознатих бораца“. У средишњем делу гробља је, за ову прилику, дограђен део са буктињом и вечним пламеном у средини. Буктиња је урађена од метала, а простор око ње је обзидан у виду троугла у чијем је горњем углу постављен камен-пешчар на којем је, металним словима изливено, исписан текст:
| „ | ОВАЈ ВЕЧНИ ПЛАМЕН УПАЛИО ЈЕ ЈОСИП БРОЗ ТИТО 18. МАЈА 1967. ГОДИНЕ. | ” |

Аутор целог решења је академски вајар Милица Богуновић из Београда.
Поменутог 18. маја, након посете фабрици „Крушик“, највећој ваљевској фабрици, где је одржао говор и разговарао са радницима фабрике, Тито се одвезао до партизанског гробља где га је на улазу у гробље дочекао и поздравио председник ваљевског општинског одбора СУБНОР-а Боривоје Јевтић, у пратњи Илије Шолаје и Максима Ковачевића. Председник је потом положио венац пред ватриштем на средишњем делу гробља, и након што је отпевана химна Југославије, пришао је са упаљеном бакљом ватришту и упалио вечну ватру. Хор ученика Ваљевске гимназије је потом отпевао свечану песму Николе Херцигоње „Југославијо“. (сл. 2, 3 и 4)
Након тога, Тито је кренуо у разгледање спомен-комплекса и притом се поздравио са члановима породица палих бораца. Овим је и завршена посета Тита гробљу. При одласку, хор је Председника испратио песмом „Друже Тито ми ти се кунемо“, а овај се, кроз непрекидни шпалир грађана Ваљева, упутио ка Споменику борцима Револуције на брду Видрак, где су га поздравили народни херој Милосав Милосављевић и првоборци Живорад Жика Гајић и Радомир Рака Вићентијевић, и где је положио цвеће испред споменика и похвално говорио о овом споменику.

### Наредне деценије и данашњица
У знак сећања на стрељане партизане и сараднике НОБ, сваког 27. новембра, дана кад су стрељани 1941. године, на спомен-гробљу се одржавају комеморативне свечаности на којима се одаје почаст страдалима. Прва таква свечаност је одржана 27. новембра 1946. године, и према писању локалног листа „Напред“, на њој је учествовало око 8 хиљада људи (поређења ради, Ваљево је тада имало око 10 хиљада становника) — све школе, грађанство, деца итд.
И спомен-гробље на Крушику је, слично другим костурницама широм социјалистичке Југославије, првобитно било материјализовано сведочанство ужаса ратне трагедије. Место на ком је изражавана жалост над трагично изгубљеним животима и место катарзичних сусрета преживелих. Но, временом, како истиче историчарка Олга Манојловић Пинтар, пракса комеморисања је почела да се мења. Пали у рату су, кроз бројне симболе и ритуале од субјекта коме су церемоније посвећене, постали објекат на ком су базирани идеолошки и политички концепти — бивајући инструментализовани као централни симбол државног јединства, легитимације политичког поретка.
Комеморативну свечаност на спомен-гробљу на Крушику је сваке године за време социјалистичке Југославије организовао Општински одбор СУБНОР-а, док су њени непосредни извршиоци и домаћини били Месна заједница „Крушик“ на чијој је територији спомен-гробље и основна школа „Андра Савчић“ из Ваљева. Програм се годинама уобичајено састојао од полагања венаца и цвећа, говора неког од истакнутијих учесника НОБ или политичара из Ваљева, те културно-уметничког програма у ком су углавном учествовали чланови аматерских културних удружења из града, припадници ЈНА и ученици ваљевских школа. Говори су се у садржинском делу углавном састојали од евоцирања успомена на ратни период и трагични догађај стрељања, да би се у следећем делу реферисало о послератном периоду, социјалистичкој револуцији и изградњи земље, те напослетку коментарисала тренутна политичка и привредна ситуација у земљи.
У намери да избегну извесну стереотипност и монотоност, те свечаности 27. новембра привуку већи број младежи и грађана, функционери локалних огранака СУБНОР-а из Титовог Ужица, Горњег Милановца, Чачка, Љига, Мионице и Ваљева, те представници општинских конференција ССРН су на заједничком састанку 27. новембра 1982. године одлучили да измене програм комеморације. Ово је учињено тако што је сваке следеће године програм свечаности припремала организација из друге од наведених општина, иначе општина са чије је територије на Крушику стрељан већи број бораца. Тако је 1983. године Чачку припала част припреме и организације свечаности, 1984. Титовом Ужицу, 1985. Горњем Милановцу, а следеће године, на четрдесетпету годишњицу, Ваљеву.
Осим комеморирања стрељања 27. новембра, партизанско спомен-гробље на Крушику је за време СФРЈ кориштено и за одржавање бројних других манифестација сличне политичке намене — неговања и јачања борбених и револуционарних традиција. Тако су се овде одржавале комеморативне свечаности везано за 4. мај — дан смрти доживотног председника СФРЈ Јосипа Броза Тита, повремено су припадници ЈНА на гробљу полагали свечану обавезу; овде је такође организовано полагање пионирске заклетве и вршена иницијација пионира у Савез социјалистичке омладине Југославије и масовни пријем омладине у Савез комуниста Југославије. Овде су се, осим тога, често свечано проглашавали победници у разним такмичењима, а гробље је било и незаобилазни део посете свих већих туристичких долазака у Ваљево. Овде је такође јула 1961. године снимљен и документарни филм назива „Догађаји из нашег краја“ посвећен трагичном догађају од 27. новембра 1941. године.
Околина спомен-гробља се временом такође променила. Док су се пре, за време и до одмах након рата овде налазиле касарне Петог пешадијског пука „Краљ Милан“, на њиховом месту су за време социјалистичке Југославије саграђени стамбени објекти, насеље које је понело назив „Пети пук“. У близини гробља је 1979. године саграђено још једно стамбено насеље које је понело назив „27. новембар“. Начелно гледајући, за разлику пре рата, након рата цео овај простор брда Крушик је урбанизован. У сећање на трагичне догађаје на брду Крушик и велика ваљевска фабрика наменске индустрије је након рата понела име овог брда.
Демократским променама и распадом Југославије 90-их година 20. века, спомен-гробље престало је да заузима симболичко место које је некада у политичком простору Ваљева заузимало. Комеморације 27. новембра, као и Дана победе над фашизмом и дана ослобођења Ваљева у Другом светском рату, и даље се настављају редовно сваке године, али са доста мањим бројем учесника.
Од свог настанка, спомен-гробље је више пута обнављано и конзервирано. Публициста Милорад Радојчић у свом раду о гробљу из 1987. године наводи да је у то време спомен-гробље било у доста добром стању, уз спорадична оштећења на асфалтним стазама и посебно старим спомен-плочама, која су пак брзо санирана.
Током 2003. године, спомен-гробље је свеобухватно обновљено. Радове по пројекту Завода за заштиту споменика културе из Ваљева је финансирало тадашње Министарство рада и социјалне политике.
Спомен-гробље је наново свеобухватно реконструисано током априла 2016. године. Реконструкција се састојала од замене зубом времена уништених бетонских стаза и асфалта бехатон плочама, обнове камених и мермерних плоча са именима стрељаних партизана, стављањем нове расвете, клупа, украсних жардињери и обнове травнатих површина и дрвећа.
Данас је спомен-гробље Крушик култивисан спомен парк који се редовно одржава и интензивно користи за одмор и рекреацију грађана Ваљева свих животних доби.

## Изглед
Партизанско спомен-гробље се налази у северозападном делу Ваљева, на брду Крушик. Урађено је у облику неправилног троугла и захвата површину од 2,5 хектара, рад је инжењера архитектуре Божидара Крковића. Гробље је омеђено живом оградом, на главном улазу у гробље, једом од три улаза, постављени су јарболи за заставе, а испред њих спомен-плоча на којој је уписано:
| „ | БОРЦИМА РЕВОЛУЦИЈЕ ПАЛИМ НА ТЛУ ОВОГ КРАЈА 1941—1944 7. ЈУЛ 1964. Г Тек ће видици будућих дана моћи да омеђе смисао њихове смрти (сл. 5 и 6) | ” |

Унутрашњост се састоји од травнате површине која је испресецана асфалтираним пешачким стазама дуж којих су постављене спомен-плоче, њих 67, те украсним биљкама. Плоче су рађене од пешчара, а на њима је уписан текст обојен црно са именима стрељаних бораца. Све плоче имају у левом горњем углу уклесану петокраку звезду са српом и чекићем. Димензије плоча су: 120 × 70 × 40 центиметара. (сл. 7 до 14)

У средишњем делу гробља налази се обележје са буктињом и вечним пламеном, рад академског вајара Милице Богуновић. Буктиња је од метала, а простор око ње озидан је тесанцима камена пешчара у облику троугла, у чијем је горњем углу исписано:
| „ | ОВАЈ ВЕЧНИ ПЛАМЕН УПАЛИО ЈЕ ЈОСИП БРОЗ ТИТО 18. МАЈА 1967. ГОДИНЕ. (сл. 15 до 18) | ” |

У средишњем делу изнад ватришта на гранитним плочама урезана су имена палих народних хероја ваљевског краја. (сл. 19 до 28)
Са све три приступне стране меморијалном парку постављени су споменици посвећени стрељанима 27. новембра, грађени од камена и бетона. Док је споменик на главном улазу подигнут касније, па је и модерније решен, друга два споменика у осталим угловима парка подигнута су знатно раније и пирамидалног су облика. На потоња два су уграђене беле мермерне спомен-плоче величине 120 × 30 cm са посветом идентичног садржаја. (сл. 29 до 36) На првом од два текст гласи: „На овом месту су 27. 11. 1941. године, немачки окупатори заједно са издајничким четничким бандама стрељали 121 партизана.“

На другом стоји истоветан текст, само је уместо броја 121, наведено да је ту стрељано 140 партизана. Испод ових спомен-пирамида налазе се споменици од белог мермера у облику саркофага, на чијим су горњим странама исписана имена и презимена стрељаних. У врху је мермерна звезда петокрака, а испод ње уклесан је следећи стих песника и револуционара Јована Поповића:
| „ | Ми смо пали за оно што сте ви заувек стекли, да буктињу проноси свака нова смена Ми не ћутимо ни сад, ми смо своју реч рекли, рекли за сва времена | ” |

Споменик новијег датума на главном улазу је правоугаоног облика и на њему су постављене спомен-плоче новијег датума, посвећене борцима 6. личке дивизије „Никола Тесла“ погинулим у борбама за ослобођење Ваљева и ближе околине септембра 1944. године, које су постављене 27. новембра 1999. године и које су поставили преживели борци ове дивизије и захвални грађани Ваљева. Поред овог се налази нови споменик од црног мермера ког је ваљевски СУБНОР поставио 15. септембра 2014. године, а који је посвећен погинулим борцима Прве пролетерске бригаде у борбама за ослобођење Ваљева и борцима Ваљева. (сл. 37. до 40.)
Унутар овог спомен-гробља се такође налази и споменик подигнут на месту где су Немци 18. септембра 1943. године стрељали 18 талаца из ваљевског краја.

### Народни хероји
Списак народних хероја који су рођени или су се борили и пали у ваљевском крају, а којима је на спомен-гробљу постављена спомен плоча:
- Жикица Јовановић Шпанац
- Драгојло Дудић
- Милош Дудић
- Стјепан Стева Филиповић
- Живан Ђурђевић
- Милица Павловић Дара
- Здравко Јовановић
- Сава Вујановић Жућа
- Богдан Болта
- Миша Пантић

## Галерија

### Посета Тита гробљу
- 3.
- 4.

### Изглед споменика
- 6. Јарболи са заставом Србије и заставом града Ваљева на улазу у меморијални парк. Испред јарбола је спомен плоча наведеног садржаја.
- 7. Неке од 67 спомен плоча посвећене палима, постављене дуж стаза по парку
- 8.
- 9.
- 10.
- 11.
- 12.
- 13.
- 14.

#### Ватриште
- 16. Ватриште у средишњем делу гробља
- 17.
- 18. Натпис у горњем углу троугаоног ватришта;

### Спомен-плоче народних хероја
- 19. Спомен-плоча Богдану Болти — бомбашу и митраљесцу, командиру вода у Првој личкој ударној бригади; погинуо у борби са четницима у Бачевцима код Ваљева 1944. године[40]
- 20. Спомен-плоча Милици Павловић Дари — професорки и секретарки Окружног комитета КПЈ за Ваљево; убили су је четници у заробљеништву у Лелићу код Ваљева 1944. године[40]
- 21. Спомен-плоча Здравку Јовановићу — првом команданту Ваљевског НОП одреда; погинуо у месту Дедник код Велике Лашче у Словенији 1943. године[40]
- 22. Спомен-плоча Стјепану Стеви Филиповићу — познатом партизану по свом говору под вешалима у Ваљеву 22. маја 1942. и фотографији која је притом настала, симболу борбе против фашизма[40]
- 23. Спомен-плоча Милошу Дудићу — учеснику устанка 1941, познатом команданту Ваљевског НОП одреда[40]
- 24. Спомен-плоча Драгојлу Дудићу — предратном комунисти, сељаку и књижевнику, првом председнику Главног народноослободилачког одбора Србије од новембра 1941. године, оцу Милоша Дудића[40]
- 25. Спомен-плоча Жикици Јовановићу Шпанцу — шпанском борцу, једном од организатора устанка у западној Србији 1941. године[39]
- 26. Спомен-плоча доктору Миши Пантићу — лекару, једном од вођа ваљевских комуниста у међуратном периоду и једном од организатора устанка 1941. године; једини је од личности који нису проглашени за народног хероја а коме је на овом месту међу народним херојима на спомен гробљу постављена спомен плоча[40]
- 27. Спомен-плоча Живану Ђурђевићу — земљораднику и помагачу партизанског покрета у ваљевском крају; умро у ужасној смрти од четника маја 1943. године[40]
- 28. Спомен-плоча Сави Вујановићу Жући — фотографски радник, предратни члан СКОЈ-а; умро од четника у набујалој Дрини код Љубовије[40]

### Споменици на улазима у гробље

#### Споменици на бочним улазима
- 30. Пирамидални споменик на бочном улазу у гробље посвећен 121 стрељаном родољубу и саркофагу са именима жртава испред
- 31. Натпис на споменику
- 32. Саркофаг са стиховима песника Јована Поповића у горњем десном углу плоче
- 33.
- 34. Пирамидални споменик на другом бочном улазу
- 35.
- 36. Натпис на овом споменику посвећен 140 стрељаних родољуба

#### Споменик на главном улазу
- 37. Споменик на главном улазу у гробље са спомен плочама постављених новијег датума
- 38.
- 39.
- 40.